# Floresta Rugby Club
El Floresta Rugby Club es un club de rugby en Floresta, Buenos Aires, Argentina, miembro de la Unión de Rugby de Buenos Aires (URBA).

## Historia
Juan Nicolás Marchetti quería lograr que los chicos abandonen situaciones de riesgo y prácticas sedentarias para experimentar sensaciones como la sencillez, el compañerismo, la amistad, el compartir, el ser solidario, el gozo por el logro obtenido tras el esfuerzo brindado. Propuso llevar el rugby a los chicos del barrio de Floresta sin distinción de clase social o de condición económica.
Marchetti, junto con algunos amigos que creían en ese sueño, empezaron a juntar jóvenes a puro pulmón y a brindar dinero de sus bolsillos. La tarea resultaba difícil, pero gracias al esfuerzo de ellos y todos los que desde el principio apoyaron a este proyecto, lo que en un principio parecía una tarea imposible gradualmente fue dando lugar a un movimiento deportivo y social, como resultado, mes tras mes se fueron sumando muchos chicos del barrio y alrededores, jóvenes que pensaban que el rugby sólo lo jugaban los habitantes de Clase media alta o clase alta.
Sin apoyo gubernamental, sin patrocinadores ni recursos externos, y sólo contando con una cuota social mínima (que cubría el alquiler de la cancha) y lo que los padres y entrenadores podían aportar, cada vez más jóvenes se acercaban al Floresta Rugby Club, porque ahí se les daba una oportunidad.
La sede fue cambiando a través de los años; al principio alquilando una cancha de un club del barrio, luego en el anexo sobra la calle Mercedes del Club Atlético All Boys, luego en la Plaza Monte Castro, en esta plaza llegó a haber más de 80 chicos entrenando un martes o un jueves por la noche. Tres años después de ser iniciado el proyecto, los entrenamientos desembarcan en la cancha número 4 del Parque Avellaneda, actual sede.
En el 2008 Floresta Rugby Club pudo inscribir en el torneo oficial de la URBA a dos divisiones de las inferiores del club, lo que posibilitó al año siguiente el debut de la división superior en la cuarta división y el ingreso a la nómina de clubes invitados de la Unión.
La familia del rugby y amantes de este deporte escucharon sobre este club recién formado, y en estos pocos años de historia el club vivió algunos momentos destacados donde pudieron obtener un reconocimiento y apoyo en el proyecto. Por citar un ejemplo, el 10 de octubre del 2009 el San Isidro Club cedió su cancha número 1 para hacer un partido a beneficio del Floresta Rugby Club; 51 equipos de los 80 que forman la Unión de Rugby de Buenos Aires tuvieron por lo menos un representante y alrededor de 1000 personas asistieron a este evento.
A través de los años el proyecto se sostuvo, se sostiene y seguirá siendo sostenido por la motivación pura de enseñar, de cada vez más jóvenes aprendan lo hermoso de practicar un deporte con grandes valores morales y deportivos, donde puedan divertirse e insertarse en un grupo contenedor, donde el rugby sea el eje educativo y constructivo para su formación como individuo.

### Cuerpo Técnico y Deportivo
- Actualizado el 1 de octubre de 2021.

| Cargo                                | Nombre                           |
| ------------------------------------ | -------------------------------- |
| Entrenadores de Plantel Superior     | Nicolás Reali y Carlos Altobelli |
| Preparador Físico                    | Adrián Gonzalez                  |
| Coordinador de Divisiones Infantiles | Teresa Romero                    |
| Coordinador de Divisiones Juveniles  | Nicolás Reali                    |